# Saint-Silvain-sous-Toulx
 Saint-Silvain-sous-Toulx  là một xã thuộc tỉnh Creuse trong vùng Nouvelle-Aquitaine miền trung nước Pháp.